# Province d'Inhambane
La province d'Inhambane (en portugais : província da Inhambane) est l'une des dix provinces du Mozambique. Sa capitale est la ville d'Inhambane, située à 367 km au nord-est de la capitale du Mozambique, Maputo.

## Géographie

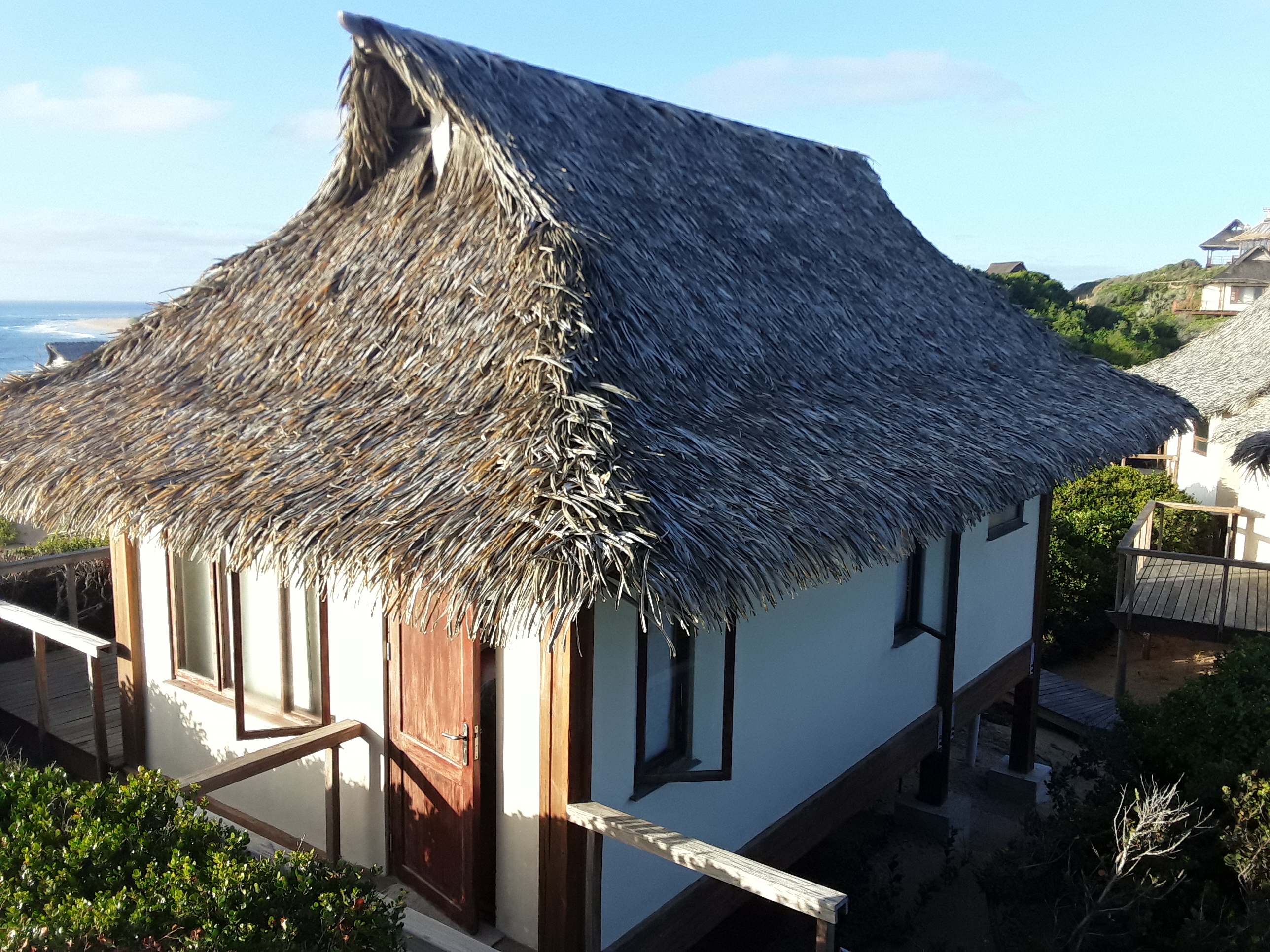
Infrastructure touristique dans la baie de Guinjata.

La province d'Inhambane couvre une superficie de 68 615 km2. Elle est bordée à l'est et au sud par le canal du Mozambique (océan Indien), à l'ouest par la province de Gaza, et au nord par les provinces de Manica et de Sofala, dont elle est séparée par le fleuve Save.

## Population
La province d'Inhambane comptait 1 267 035 habitants au recensement de septembre 2007, contre 1 123 079 habitants au recensement de 1997.

## Subdivisions
La province est subdivisée en 12 districts :
- District de Funhalouro
- District de Govuro
- District de Homoine
- District de Jangamo
- District de Inharrime
- District de Inhassoro
- District de Mabote
- District de Massinga
- District de Morrumbene
- District de Panda
- District de Vilankulo
- District de Zavala

et compte également 4 municípios :
- Inhambane
- Massinga
- Maxixe
- Vilanculos